# キャプテン・マーベル (映画)
『キャプテン・マーベル』（原題：Captain Marvel）は、マーベル・コミックの同名のキャラクターをベースとする、2019年のアメリカ合衆国のスーパーヒーロー映画。
マーベル・スタジオが製作、ウォルト・ディズニー・スタジオ・モーション・ピクチャーズが配給する「マーベル・シネマティック・ユニバース」（MCU）の21作目。監督はアンナ・ボーデンとライアン・フレックが務める。出演はブリー・ラーソン、サミュエル・L・ジャクソン、ベン・メンデルソーンら。
本作は1995年を舞台に、1971年のコミック『クリー・スクラル・ウォー』のストーリーラインの要素を含みながら、ダンヴァースがキャプテン・マーベルとなる物語を描く。女性が単独主役のマーベル・コミック原作映画は過去に『レッドソニア』、『エレクトラ』があるが、マーベル・スタジオ製作の単独映画やマーベル・シネマティック・ユニバースの映画としては初となった。

## ストーリー
1995年、クリー帝国の首都となる星「ハラ」で、クリー人のエリート特殊部隊"スターフォース"に所属するヴァースは、6年前にクリーによって拾われ、超人的な特殊能力を得た女性である。ヴァースは繰り返し見る悪夢に苛まれており、スターフォースの司令官ヨン・ロッグの訓練を受ける日々を送っていた。ある日、彼女はクリーの人工知能スプリーム・インテリジェンスに自身の感情をコントロールするよう促される。
ヴァースは宿敵スクラルが潜伏する星トルファでの救出任務中、スクラルの司令タロスによって囚われ、失った記憶の一部を探査される。隙をついて脱出することに成功するが、彼女は付近にあった惑星C-53こと「地球」のレンタルビデオショップブロックバスターに墜落する。
なんとかスターフォースに連絡を取ったヴァースに、戦略国土調停補強配備局（通称『S.H.I.E.L.D.』）のレベル3エージェント・ニック・フューリーと新人エージェント・フィル・コールソンが接触する。ヴァースの話を荒唐無稽だと信用しないフューリーだったが、逃走した敵を追うヴァースの追跡中、隣に座るコールソンはスクラルが化けていたことを知る。彼はS.H.I.E.L.D.長官ケラーと共に倒したスクラルの解剖を行い、結果として彼女の話を信じざるを得なくなり、単独でのヴァースとの接触を命じられるが、ケラーもまたスクラルが化けていた。
ヴァースとフューリーは意見交換を行い、失われたヴァースの記憶を手掛かりに、アメリカ空軍基地のプロジェクト・ペガサス施設へ向かう。施設にてヴァースは、悪夢に出てくる女性ことウェンディ・ローソン博士が設計したエンジンのテスト中に死亡したとされる女性パイロットが自身ではないかという仮説にたどり着く。
フューリーが独断で援軍を呼んだ結果、ケラーに化けていたスクラル人タロスの襲撃を受けるヴァースとフューリーだったが、コールソンの助けもあり、ローソン博士が隠していた猫のグースと共にクインジェットで脱出する。
ルイジアナに到着した彼らは、ローソン博士を知るマリア・ランボーと接触する。そしてついに、ヴァースは自身の正体キャロル・ダンヴァースへとたどり着く。キャロルは回収されたブラックボックスにより、スクラルの真実、そしてローソン博士の正体と誰が殺害したのかを知る。そしてダンヴァースは、飛行機に積まれたライトスピード・エンジンを破壊した際、そのエネルギーを吸収し、強大なパワーを得ると同時に記憶を失ったのである。
キャロルは、ローソン博士の遺志を継ぎ、ライトスピード・エンジンのエネルギー・コアが眠る不可視のラボを探すため、フューリー、タロス、副操縦士としてランボー、そして猫のグースを連れ宇宙空間へ出る。ラボにあったエネルギー・コアの正体は、ローソン博士が四次元キューブと呼んだ、インフィニティ・ストーンのひとつ、空間を司る"スペース・ストーン"を内包した青白い立方体であった。
やがてスターフォースがラボに現れる。彼らは宿敵スクラル人とフューリーを捕らえると、キャロルをスプリーム・インテリジェンスに接触させる。ダンヴァースは自らの意思で力を抑制していたクリーのインプラントを外し、自身がすべての能力にアクセスできるようになる。猫のグースことエイリアン「フラーケン」が四次元キューブを飲み込むと、フューリーは自身の左目と引き換えに、グースを回収する。そしてランボーの操縦でタロスと彼の家族と共に地球へ帰還する。
キャロルはその力でスターフォースを圧倒すると、ロナン・ジ・アキューザーのミサイルと彼の軍艦の一部を破壊し、退却させることに成功する。地球ではかつての上官であったヨン・ロッグを圧倒し、ハラに強制帰還させる。
すべてが終わると、キャロルは銀河の2倍の距離まで届くよう改造を施したフューリーのポケベルを彼に返却する。そしてスクラルたちの新天地を求めて出発した。そしてフューリーはキャロルのようなヒーローたちを集める計画を立案する。キャプテン・キャロル・"アベンジャー"・ダンヴァース。彼女のコールサインであった「アベンジャー」の文字が書かれたキャロルの写真を手に、彼は計画の名称を書き換えるのであった。
ミッド・クレジット・シーン。23年後の地球。『インフィニティ・ウォー』で起きた全宇宙の半分の生命の消滅になすすべなくたたずむスティーブ・ロジャース、ナターシャ・ロマノフ、ジェームズ・ローディ、そしてブルース・バナー。フューリーが消滅の直前にアクティブにしたポケベルが突如通信を停止すると、音もなく現れたキャロルは4人にフューリーの所在を尋ねる。
ポスト・クレジット・シーン。1995年。フューリーの机の上で、猫のグースが飲み込んでいた四次元キューブを吐き出して、物語は幕を閉じる。

## 登場人物・キャスト
キャロル・ダンヴァース / ヴァース / キャプテン・マーベル
演 - ブリー・ラーソン、日本語吹替 - 水樹奈々
クリー帝国の特殊部隊“スターフォース”の見習い隊員であり、クリーの同胞たちから“ヴァース”と呼ばれる記憶喪失の女性。かつてスクラルに襲われて記憶を失い、重傷を負ったところをヨン・ロッグに助けられた過去があり、そしてクリーの輸血を受け、“フォトンブラスト”をはじめとするあらゆる超人的な特殊能力や身体能力が備わった超人となり、スターフォースに加入。記憶を奪ったスクラルの打倒を誓った。
その正体はアメリカ空軍の元テストパイロットであった地球人“キャロル・ダンヴァース”であり、銀河の命運をかけた“クリー/スクラル戦争”へと身を投じつつ、その最中に蘇りつつある記憶の手がかりを探す旅に出ることになる。
ラーソンはキャロルを「真実と正義を信じる者」「地球と宇宙の架け橋」と表現し、彼女は自分の中の欠点と、世界を良くしたい気持ちの間で戦っていると述べた。マーベル・スタジオの社長ケヴィン・ファイギは、キャロルの強大な力とその人間性とのバランスを演じることができる人物としてラーソンをキャスティングしたと述べている。当初ラーソンは役を受け入れることにためらいがありつつも、本作への関心と重要性、自身の成長性などを感じたことを明かしている。ラーソンが功績のあるパイロットであるキャロルを演じるには若すぎるという懸念点について、初期の脚本家のニコール・パールマンは空軍に問い合わせ、「28歳から34歳の間にとても飛躍する可能性がないわけではない」という旨の回答を受けている。またラーソンは役作りのためネリス空軍基地を訪れ、現役隊員のジーニー・レヴィット准将やサンダーバーズのパイロットのステファン・デル・バーニョと会ったほか、役作りのため9か月間のトレーニングを行った。
13歳のキャロル・ダンヴァース
演 - マッケナ・グレイス、日本語吹替 - 佐々木りお
6歳のキャロル・ダンヴァース
演 - ロンドン・フラー

ニコラス・ジョセフ・“ニック”・フューリー
演 - サミュエル・L・ジャクソン、日本語吹替 - 竹中直人
S.H.I.E.L.D.のヘッドエージェント。後にS.H.I.E.L.D.長官へと就任し、地球最強のヒーローを集結させるアベンジャーズ計画を発案する人物となる。本作では彼が左目を失う前の1990年代が舞台であるため、アイパッチのないフューリーが登場し、上官ケラーの指示を受けてヴァースについて調査するエージェントとして描かれる。更に彼がアベンジャーズ計画を発案することになるきっかけも明らかとなる。
ファイギは「スーパーヒーローについて何も知らない時代のフューリーを描いており、キャロル・ダンヴァースは彼が出会う最初のスーパーヒーローとなる。フューリーは冷戦が終わった時がキャリアの到達点で、あとは下り坂だと考えていたが、作中に起こる出来事によって、19作経った現在に繋がる彼が形成されていく」と述べている。また、ジャクソンはフィル・コールソン役のクラーク・グレッグとともにデジタル技術によって25歳若返った姿で描かれており、映画全編としてはマーベル初の試みとなる。
タロス
演 - ベン・メンデルソーン、日本語吹替 - 関俊彦
スクラル人の将軍。敵対するクリー人とは戦争状態にあり、戦争を終わらせる可能性を持つヴァースの失われた記憶を求めて彼女を追い、地球に潜入・暗躍する。
ケラー
演 - ベン・メンデルソーン
S.H.I.E.L.D.ロサンゼルス支局長。フューリーの上官でもあるが、潜伏したタロスに擬態されて入れ替わられたため、ケラー本人は劇中未登場である。
コラス・ザ・パーサー
演 - ジャイモン・フンスー、日本語吹替 - 乃村健次
スターフォースの副官。本作ではスクラル人やキャロルと激闘を繰り広げるも、死亡することはなく、後年にロナンの腹心であるハンター となる。
ロナン・ジ・アキューザー
演 - リー・ペイス、日本語吹替 - 白熊寛嗣
クリー帝国のエリート軍隊“アキューザーズ”の司令官。スクラルのようなクリーの宿敵には容赦することなく攻撃を加えるほど、危険かつ狂信的なクリー人 である。
後に『ガーディアンズ・オブ・ギャラクシー』では、コラスらと共にクリー帝国のテロリストとなっており、インフィニティ・ストーンの一つであるオーブことパワー・ストーンを手に入れ、クリー人の宿敵であるザンダー星に攻め込むが、ノバ軍、後のガーディアンズ・オブ・ギャラクシー、ラヴェジャーズの連合軍と交戦し敗北、そして死亡した。
マリア・ランボー
演 - ラシャーナ・リンチ、日本語吹替 - 花藤蓮
キャロルとアメリカ空軍に同期入隊したパイロット仲間である古くからの親友。当時のコールサインは“フォトン”。以前は娘のモニカと共に母娘揃って、キャロルと自宅で仲睦まじい家族同然に同居していた。物語において殆ど記録が抹消されたキャロルと、死亡したローソンについて知る数少ない人物であり、キャロルが記憶を取り戻すきっかけも作り、彼女と共闘する。
ミン・エルヴァ
演 - ジェンマ・チャン、日本語吹替 - 日笠陽子
スターフォースに所属するスナイパー兼遺伝子学者。ヴァースがヨン・ロッグを惹きつけていることが気に入らず、彼女を嫌って冷たく接している。エルヴァを演じたチャンは、2021年の映画『エターナルズ』でも、 セルシを演じている。
ブロン・チャー
演 - ルーン・タムティ、日本語吹替 - 安元洋貴
スターフォースに所属する巨漢。
アット・ラス
演 - アルゲニス・ペレス・ソト、日本語吹替 - 日野聡
スターフォースに所属する潜入活動のプロ。
モニカ・ランボー
演 - アキラ・アクバル、日本語吹替 - 須藤風花
マリアの一人娘である11歳の少女。同居していたキャロルとは互いに「キャロルおばさん」・「おチビ中尉」と呼びあって懐くほど仲が良かった。ヴァース/キャロルが6年ぶりに自宅に現れると、彼女たちを助けることを躊躇うマリアを後押ししたり、記憶を取り戻したキャロルの頼みで、彼女のスーツのデザインまで手がける。
ソレン
演 - シャロン・ブリン、日本語吹替 - 加藤有生子
タロスの妻であり、彼との実子である2人の娘を持つスクラル人女性。子ども達や他のスクラル人の生き残りとともに、マー・ベルの厚意によって軌道上のラボに匿われていた。
ノーレックス
演 - マシュー・マー、日本語吹替 - 後藤敦
スクラルの科学担当。頼りないところもあるが、科学者としての実力は確かで、物語の後半においてクワドジェットの改良に成功する。
トルファ人
演 - ヴィク・サヘイ

ソー・ラー
演 - チュク・モデュー
クリーの諜報員。トルファで潜入活動を行っていたが、スクラルの返り討ちに遭い、タロスに擬態されて行方不明となる。
スティーブ・ダンヴァース
演 - コリン・フォード、日本語吹替 - 平井貴大
キャロルの兄。
ジョセフ・ダンヴァース
演 - ケネス・ミッチェル、日本語吹替 - 黒澤剛史
キャロルの父。
ドン
演 - ロバート・カジンスキー、日本語吹替 - 赤坂柾之
キャロルにバイクを盗まれるバイカー。
スタン・リー
演 - スタン・リー、日本語吹替 - 高桑満
ヴァースが電車内で出会う老人。
冒頭のマーベルスタジオのロゴは公開前に逝去したスタンへの敬意を込めて過去作の登場シーンを集めた特別仕様となっており、ロゴの後に追悼文が表示されている。
グース
演 - 猫（レジー、アーチー、リゾ、ゴンゾ）
かつてはマー・ベルがペガサス計画の実験施設で飼っていたらしき、ヴァースとフューリーに出会い、2人についてきた猫。出会って間もないフューリーから溺愛されるようになり、ランボー家へ連れて行ったり、果ては宇宙への旅にも同行させている。
その正体は“フラーケン”という名のスクラル、クリー双方も知る地球外の危険生物である。
ちなみに、フューリーが『キャプテン・アメリカ/ウィンター・ソルジャー』でスティーブに語っていた「片目を奪った者」とは、グースのことであるが、真相はコールソンにもスティーブにも話していない。
名前はトム・クルーズ主演の映画『トップガン』から。

スプリーム・インテリジェンス
演 - アネット・ベニング、日本語吹替 - 榊原良子
クリーを統治する超高性能AI。

ウェンディ・ローソン（マー・ベル）
演 - アネット・ベニング、日本語吹替 - 榊原良子
ヴァースの夢の中に印象強く登場する謎の女性。その正体は記録上、無断のテスト飛行中に墜落・死亡したことになり、ライトスピード・エンジンを用いた航空機を開発しようとしたクリー人の科学者“マー・ベル”である。自らのラボに匿ったスクラル人たちを遠い安住の地へと導いて、戦争を終わらせるために地球で密かにペガサス計画に参加していた。
原作では男性のクリーの軍人で、キャロルと恋仲にもなったキャラクターである。
フィリップ・“フィル”・J・コールソン
演 - クラーク・グレッグ、日本語吹替 - 村治学
S.H.I.E.L.D.の新米エージェント。本作ではフューリーを慕い、数少ない「フューリーをまだ嫌っていない」エージェントの1人であると同時に、フューリーからも新米でありながら自ら状況を判断して行動する男だと一目置かれている。
グレッグは本作のコールソンがとても若くS.H.I.E.L.D.の新人時代であることを述べた上で、『アイアンマン』で彼がトニー・スターク/アイアンマンに「こういう経験は初めてではない」と語ったことに言及し、それが今回の出来事かもしれないと語っている。ニック・フューリー役のサミュエル・L・ジャクソン同様、デジタル技術によって25歳若返った姿で描かれる。
ヨン・ロッグ
演 - ジュード・ロウ、日本語吹替 - 森川智之
クリー帝国の国民から英雄と慕われるスターフォースの隊長。記憶を失ったヴァースの教練も担当しており、彼女に戦術のみならず、クリーの戦士としての心得と、感情を抑えることを徹底して教え込んできた。
実は地球でマー・ベルを裏切り者として襲撃・射殺し、テッセラクトの力を得て気絶したキャロルを拉致し、スプリーム・インテリジェンスの指示で彼女を利用するために、記憶の改竄処置と自らの血液投与を施した張本人だった。スターフォースを率いてトルファでスクラル撲滅のために活動する。
ノンクレジット・カメオ出演
以下の4人は、ミッド・クレジット・シーンに登場した“アベンジャーズ”のヒーローたちである。“アベンジャーズ・コンパウンド”に届けられたフューリーのポケベルを調べていたが、これが停止したところでキャロルと邂逅する。
スティーブ・ロジャース / キャプテン・アメリカ
演 - クリス・エヴァンス、日本語吹替 - 中村悠一
第二次世界大戦中に超人血清によって肉体を人間の限界以上にまで強化され、大戦末期に母国のアメリカを救った代わりに、氷海に墜落し氷漬けで冬眠状態となったが、70年後にS.H.I.E.L.D.に発見され、長年の眠りから目覚めた伝説の超人兵士。
ブルース・バナー / ハルク
演 - マーク・ラファロ、日本語吹替 - 宮内敦士
キャプテン・アメリカを誕生させたスーパーソルジャー計画の再現実験中にガンマ線を大量に浴びたことで、緑色の大男“ハルク”に変身する能力を得た天才生物学者。
ナターシャ・ロマノフ / ブラック・ウィドウ
演 - スカーレット・ヨハンソン、日本語吹替 - 米倉涼子
元 S.H.I.E.L.D.のエージェントにして、世界最強の女スパイ。
ジェームズ・“ローディ”・ローズ / ウォーマシン
演 - ドン・チードル、日本語吹替 - 目黒光祐
アメリカ空軍大佐にして、トニーの親友兼相棒。トニーと他のアベンジャーズメンバーからは、「ローディ」と呼ばれている。

## 設定・用語

### キャプテン・マーベルのツール・能力
キャロル/キャプテン・マーベルのツールは、彼女が記憶を失っていた頃から使用していたスターフォースのものをそのまま流用・アレンジしている。
スーツ
スターフォースのユニフォームでもある戦闘服。元来のカラーリングは青緑、黒、銀であるが、キャロル/ヴァースが記憶を取り戻し、スクラル人の真実を知ってタロスと手を組み、クリー側に戦いを挑むことを決意してからは、赤、黄、青の3色に新調された。
ヘルメット
スーツの一部である頭部保護用の防具。普段は非物質化しているが、スーツの着用者にとって必要な状況となった時に着用者の頭部に自動で実体化する。
ガントレット
両前腕に装備する手甲。搭載された高性能タッチパネルを操作することで、多数の特殊機能を駆使できる。
フォトンブラスト
体内に取り込んだライトスピード・エンジンのコアのエネルギーによる両手から放つ光子ビーム。
バイナリー・パワー
キャロルが自らの力に完全に覚醒することで発揮される宇宙由来の超絶的なパワー。このパワーが発現されると、キャロルは驚異的な能力を複数操ることが可能になる。

### その他のツール・アイテム
スターフォースのツール
前述の通り、スーツ、ヘルメット、ガントレットはキャロルが所有しているものと同等である。以下のツールの多くが放つブラストやエネルギーの色は緑色である。
ピストル
スターフォースのメンバーの基本装備であるハンドガン。
マグニトロン・ガントレット
ヨン・ロッグやブロン・チャーが両腕に装備している手甲。
エナジー・ソード
コラスが背中に背負って携行し、愛用する双剣。
スナイパー・ライフル
ミン・エルヴァが愛用する狙撃用ライフル。
アキューザーズのツール
ロナンの装備
ロナンは全身を覆う鎧と長大なハンマーの“コスミ・ロッド”を本作の時代から愛用している。

ライフル
アキューザーズの兵士の基本装備である銃。
スクラルの武器
スクラル人は片腕に嵌め込んでブラストを放つ銃砲や、接近戦用の電磁メイスを武器とする。これらの武器のブラストや電流の色は紫である。

クリスタル
スクラル人が使用する結晶型記録媒体。
地球の銃器
- ハンドガン

- シグザウエル P226 - S.H.I.E.L.D.のエージェントたちが標準武装として携行・使用するほか、コールソンに擬態したスクラル人やケラーに擬態したタロスも使用。

- シグザウエル P229R - コールソンが使用。

- 短機関銃

- H&K MP5A2 - ペガサス計画の実験施設の警備兵が装備。

このほかにも、ブロックバスター・ビデオの店内にあった立て看板に写っているアーノルド・シュワルツェネッガーがスターム・ルガー KP90を握っている。
ポケベル
フューリーが持つ1995年当時の最新式双方向ポケットベル。物語のラストで、キャロルによってアップグレードされ、フューリーに託された。
テッセラクト
MCUの多くの作品においてキーアイテムとなる、“インフィニティ・ストーン”の内の1つである“スペース・ストーン”を内包した青白い立方体。

### テクノロジー・ビークル
フォトン・インヒビター
クリー人によってヴァースの首筋に取り付けられた硬貨大の小型ディスク。
スプリーム・インテリジェンス
クリーの叡智を集めた超高度AI。クリー帝国を統治する存在でもあるが、決して真の姿を国民に明かすことは無く、他者と接触・対話する際には相手の潜在意識内にある最も尊敬する者の姿で現れる。
記憶操縦装置
スクラル人が拘束した人物の記憶を調べるために使用する大型装置。
ライトスピード・エンジン
かつてペガサス計画の下で試作され、スペース・ストーンのパワーをエネルギー源としたエンジン。

#### クリーのビークル
ヘリオン
スターフォースが運用する青緑色の小型宇宙船。
スペース・ポッド
クリー人が運用する、大気圏内外双方での運用が可能な小型機。2種類の機体が登場し、劇中ではヘリオンに1機、マー・ベルのラボに2機格納されていた。
アキューザーズの戦艦
アキューザーズが運用する宇宙戦艦。
シルバー・アスター
アキューザーズの小艦隊の中心となって運用される、ロナン専用の宇宙戦艦。
アキューザーズの宇宙戦闘機
アキューザーズの戦艦に多数搭載されている、小型の宇宙艦載機。

#### スクラルのビークル
宇宙船
タロスたちが運用する大型宇宙船。
スペース・ポッド
スクラルの宇宙船に複数格納されている小型ポッド。
マー・ベルのラボ
地球の衛星軌道上の銀河座標“5229-478.7680.2”に静止・隠されていたマー・ベルの研究所である宇宙船。タロスの妻子をはじめとするスクラルの難民たちは、彼らを救うと決意したマー・ベルの厚意でここに避難し、身を潜めて暮らしていた。

#### 地球のビークル
ハーレーダビッドソン・スポーツスターXL1000
SIP N SURFに来店した男性ライダーの愛車。ヴァースがパンチョスへの移動のために奪取・運転する。
クワドジェット（Quadjet）
ペガサス計画の中で開発された輸送機。物語後半でヴァース/キャロルたちの移動手段となる。
S.H.I.E.L.D.の車両
- シボレー・カプリス

- （3代目）- フューリーが最初に運転し、コールソンに擬態したスクラル人と車内で乱闘する。他にも、別車両が多数のエージェントに運用される。
- （4代目）

- シボレー・インパラ SS7代目 - フューリーとヴァースがパンチョスからペガサス計画の実験施設への移動のために乗車する。
- シボレー・サバーバン7代目

この他にも、 トヨタ・カローラFX AE82Hがロサンゼルス市警のパトカーとして、キャロルの回想シーンでF-22 ラプターが、ペガサス計画の実験施設の格納庫でB-2 スピリットや F-35などが登場する。

### 種族
地球人
地球の住民であるヒューマノイド型種族。クリー人やスクラル人のような卓越したパワーを持つ種族ではないが、本作の時代から後年には、一部の人物たちが地球の最先端技術などを駆使して、善悪問わず様々な“超人”となり、活動するようになる。
クリー人
クリーの国民であり、3タイプの人種が存在する ヒューマノイド型種族。スプリーム・インテリジェンスの指導のもと、数多くの惑星を支配してクリー帝国を築き上げた。
スクラル人
尖った両耳と薄緑色の肌、複数の筋が入った顎など蜥蜴のような風貌のヒューマノイド型種族。視認した他のヒューマノイド型種族の容姿から最近の記憶までをDNAレベルで複製し、自らのものにして擬態できる。
トルファ人
トルファの原住民であるヒューマノイド型種族。

### 生物
フラーケン
猫の姿をした地球外生命体。

### 部隊・公的機関・計画
クリー帝国の部隊
スターフォース
クリー帝国の少数精鋭の特殊部隊。隊長のヨン・ロッグを筆頭に、各部門から選抜されたエキスパートのみが所属する。地球から連れされたキャロルも“ヴァース”としてこの部隊に所属していた。本作に登場するクリー側の主な実働チームとして、各地を転戦する。
アキューザーズ
クリー帝国のエリート軍隊。本作の時代ではロナンが司令官として所属していた。
S.H.I.E.L.D.
MCUの各作品の多くに登場する、国際平和維持組織。
プロテクター計画 / アベンジャーズ計画
フューリーが本作の事件を受けて提唱した特別チームの編成計画。その実現は本作から17年後の時代である。
ペガサス計画
ライトスピード・エンジンを搭載した航空機“ASIS”を開発する極秘計画。

### 宇宙帝国・惑星・施設
クリー帝国
宇宙の銀河の強大な軍事国家である列強帝国。
ハラ
銀河座標“8K1M YY67A47 + 58E698L”に位置する、クリーの首都惑星。
トルファ
銀河座標“P137.T55412AS + C00876”に位置する、クリーの境界の惑星。
地球 / C-53
キャロルの故郷であり、銀河の星々の中でも文明の発展がかなり遅れている辺境の惑星で、これまでの『MCU』作品の大半でも主な舞台として登場している。クリー人やスクラル人は“C-53”と呼称する。ミン・エルヴァは「まるで“クソ溜め”」と酷評している。
本作ではアメリカの複数の各州が舞台となる。
カリフォルニア州
ブロックバスター・ビデオ
スクラルの宇宙船からの脱出後に撃墜されたヴァースの不時着地点となった、レンタルビデオチェーン店のロサンゼルス支店。閉店中で無人の店内の屋根と天井に大穴を開けながら不時着したヴァースは、映画『ライトスタッフ』のビデオパッケージを手にしたり、敵と間違えてシュワルツェネッガーが写っている『トゥルーライズ』の立て看板を破壊するなどの行動をとる。また、この店の付近にはラジオシャックの支店もあり、ヴァースは地元警官からここの公衆電話を使うように勧められる。
ロサンゼルス地下鉄
ロサンゼルス郡都市圏交通局の地下鉄。スクラル人のひとりとヴァースはダグラス駅から北行きの列車に乗り込んで7th ストリート/メトロセンター駅に到着するまで車両の内外双方で乱闘を繰り広げた。その最中にヴァースは、列車や駅の大勢の利用客から注目される。
SIP N SURF
ロサンゼルスにあるインターネットカフェ。自らの記憶の断片が記録されたスクラルのクリスタルからペガサス計画を知ったヴァースは、この店でAltaVistaを使ってペガサス計画について検索し、インターネット接続が途切れる直前にパンチョスの情報を得た。その後ヴァースは、地図でパンチョスの位置を知ると自分に容喙するライダーのオートバイと共に、カフェに近接していたブティックの店の前のマネキンから衣服を盗んでこの場を後にする。
パンチョス（Pancho's Bar）
ロザモンドにあるバー。店内にはビリヤード台や『ストリートファイターII』のアーケードゲーム機が置かれ、ペガサス計画のロゴがプリントされたF-15の額縁入り写真などが飾られていた。空軍時代のキャロルは、ここで訓練の合間にマリアをはじめとする同僚たちと遊び、酒を飲み交わしていた。
ここを訪ねたヴァースはフューリーと再会し、互いに尋問しあって彼と行動を共にするようになる。
モハーヴェ砂漠
ペガサス計画NASA/アメリカ空軍施設
ネバダ州寄りに位置する、NASAとアメリカ空軍がペガサス計画の実験を行なっていた施設。極秘の国有地であるため、岩山内に築かれた敷地や施設各所の出入りには指紋認証機に親指の指紋を認証させることが徹底されている。施設の地上部分にはクインジェットをはじめとする航空機各機の格納庫が、5階以上の階層がある地下部分には数ヶ所のラボや応接室、黒塗りにされたペガサス計画の資料とライトスピード・エンジンの設計図などが保存された記録室がある。
フューリーとここにやって来たヴァースはグースと出会い、ペガサス計画に自分が関わっていたことやローソンがクリー人のマー・ベルであることを突き止め、ケラーに擬態して現れたタロスたちの追跡を振り切るためにクインジェットに乗り込み、脱出する。
エドワーズ空軍基地
ランカスターの近くに位置するアメリカ空軍の基地。本編の現行シーンには登場せず、キャロル/ヴァースの記憶や回想シーンで描写される。
後年には、ローディ/ウォーマシンもこの基地を職場としている。
ランボー家
ルイジアナ州・ニューオリンズの草原にある、マリアとモニカのランボー母娘が住む木造住宅。広い敷地内には、セスナ1機分を駐機できるガレージもある。空軍に所属していた頃のキャロルは、ここでランボー母娘と親交を深めていた。フューリーとここを訪ねたヴァースは、再会したランボー母娘と触れ合い、タロスが持参したペガサス計画のブラックボックスに目を通したことも手伝って、すべての記憶を取り戻す。物語のラストでは、キャロルとタロスの一家が地球を離れる直前に、フューリー、ランボー母娘と食事を交わす。
アベンジャーズ・コンパウンド
ニューヨーク州北部にあるアベンジャーズの拠点である基地施設。ポストクレジット・シーンに登場し、キャロルとアベンジャーズの邂逅の場となる。

## 他のMCU作品とのタイ・イン
本作はマーベル・シネマティック・ユニバースのタイムライン上ではキャプテン・アメリカ/ザ・ファースト・アベンジャーとアイアンマンの間となる時代（アベンジャーズ誕生前の1990年代）を描いた作品であるため、本編中における他のヒーローとのクロスオーバー自体は存在しない。ただし後の年代に登場する人物やアイテムの歴史を垣間見ることができる。
- 本作は後にS.H.I.E.L.D.長官となるニック・フューリーとフィル・コールソンのオリジン・ストーリーとしても展開される。
- アベンジャーズ計画の名称の由来が、ダンヴァースの空軍でのコールサイン「アベンジャー」であることが明かされている。
- 後に『ガーディアンズ・オブ・ギャラクシー』におけるヴィランとして登場するロナン・ジ・アキューザーが、ダンヴァースと接点を持っていたことが明らかになっている。
- 『キャプテン・アメリカ/ザ・ファースト・アベンジャー』でハワード・スタークによって回収された四次元キューブは、本作で紆余曲折を経てフューリーの手に渡っていたことが判明した。キューブは何らかの手段でマー・ベル（ウェンディ・ローソン）の手に渡り、地球の衛星軌道上に安置された後（この間にパワーの一部がダンヴァースに宿った）、グースを経由してフューリーが手中に収めた。フューリーはこれを15年以上に渡り単独で秘匿しており、その後のキューブは『マイティ・ソー』のクライマックスに登場する。
- 本作のクライマックスおよびミッド・クレジット・シーンで登場したフューリーのポケベルは、『アベンジャーズ/インフィニティ・ウォー』で先行登場しており、『アベンジャーズ/エンドゲーム』におけるダンヴァース参戦の橋渡し役となっている。
- 『キャプテン・アメリカ/ウィンター・ソルジャー』でフューリーはキャプテン・アメリカに対し、信頼の重要性について「かつて私は、ある者を信頼していたがために、片目を失った("The last time I trusted someone, I lost an eye.")」と語っているが、信頼していた者とは猫のグースのことであり、片目を失った原因はグースに爪でひっかかれたためである。

## 製作

### 企画
2013年5月までに、ミズ・マーベル（キャロル・ダンヴァースがキャプテン・マーベルを名乗る前の呼称）のスクリプトがマーベル・スタジオのために執筆された。プロデューサーのルイス・デスポジートはその年の後半、スタジオが女性のスーパーヒーロー映画に興味を持ち始めたと述べており、強い女性キャラクターを描くにあたり、キャプテン・マーベル、ブラック・ウィドウ、ペッパー・ポッツ、ペギー・カーターが候補にあったという。マーベル・スタジオ社長のケヴィン・ファイギは、マーベルが女性が主役の映画を作るとしたら、オリジン（起源）ストーリーを描けるキャプテン・マーベルのようなキャラクターをMCUに迎えたいと述べた。2014年8月、ファイギはブラックパンサーとキャプテン・マーベルを扱った作品の製作が進行中と発表し、「これらの企画はファンによく質問される。『アイアンマン4』よりも、『アベンジャーズ3』よりも。この事実は注目しなければならないと思っている」と述べた。
2014年10月、ファイギは『キャプテン・マーベル』をマーベル・シネマティック・ユニバース（MCU）のフェーズ3として2018年7月6日に公開することを発表し、本作がマーベル・スタジオ単独としては初の女性が主役の映画となった。映画はキャロル・ダンヴァースのバージョンに基づくことも発表され、ファイギは「重要なことは私たちが何をしたいかをはっきりとすることだ。彼女の冒険は地球に根づいているが、彼女のパワーは宇宙規模のものだ」と述べた。ファイギは脚本家と監督はまもなく発表されるとし、女性のフィルムメーカーが検討されていることも加えた。
2015年2月、マーベルは本作の公開日を2018年11月2日に延期した。4月上旬にファイギは、『アベンジャーズ/エイジ・オブ・ウルトロン』の初期のドラフトにはキャプテン・マーベルが登場していたものの削除していたことを明かし、理由として「このタイミングではないと感じた。彼女がどんな人物かを知る前にコスチュームを着て完成した姿で飛んでいるのを見せたくなかった」と述べていた。また本作の脚本家を2週間以内に発表すると述べ、4月中旬、『ガーディアンズ・オブ・ギャラクシー』の共同脚本家ニコール・パールマンと『インサイド・ヘッド』の共同脚本家メグ・レフォーヴが脚本を担当することが報じられた。彼女らは別々でキャラクターを描いていたが、ファイギの決定後は1つの脚本チームとなり、1か月以内に作業が開始した。レフォーヴは「スーパーマンの呪いにも繋がる可能性のあるパワフルさがある中で、彼女の脆弱性が何かという点こそ私たちが把握しなければならないものだ」と述べた。
同年5月までに、マーベルは『キャプテン・マーベル』と『ブラックパンサー』の監督についてエイヴァ・デュヴァーネイと議論を行っており、ファイギも多くの監督候補の中で彼女と会い2015年半ばから後半までに監督としての決定を予定していた。同年9月、ファイギはキャスティングは2016年まで行わないと述べ、「キャロル・ダンヴァースを誰にしたいのか、映画の構造はどうなるのか、フェーズ3の映画の中で彼女の役割はどのようになるのかを見極めながら、現在は脚本に取り組んでいる」と述べた。プロデューサーのジェレミー・ラッチャムは、「キャラクターを生み出すのには責任が伴う。私たちは、彼女を誰が演じるかを知る前に、彼女が何者かを見極める必要がある」と述べた。2015年10月、マーベルは再び公開日を延期し、2019年3月8日とした。

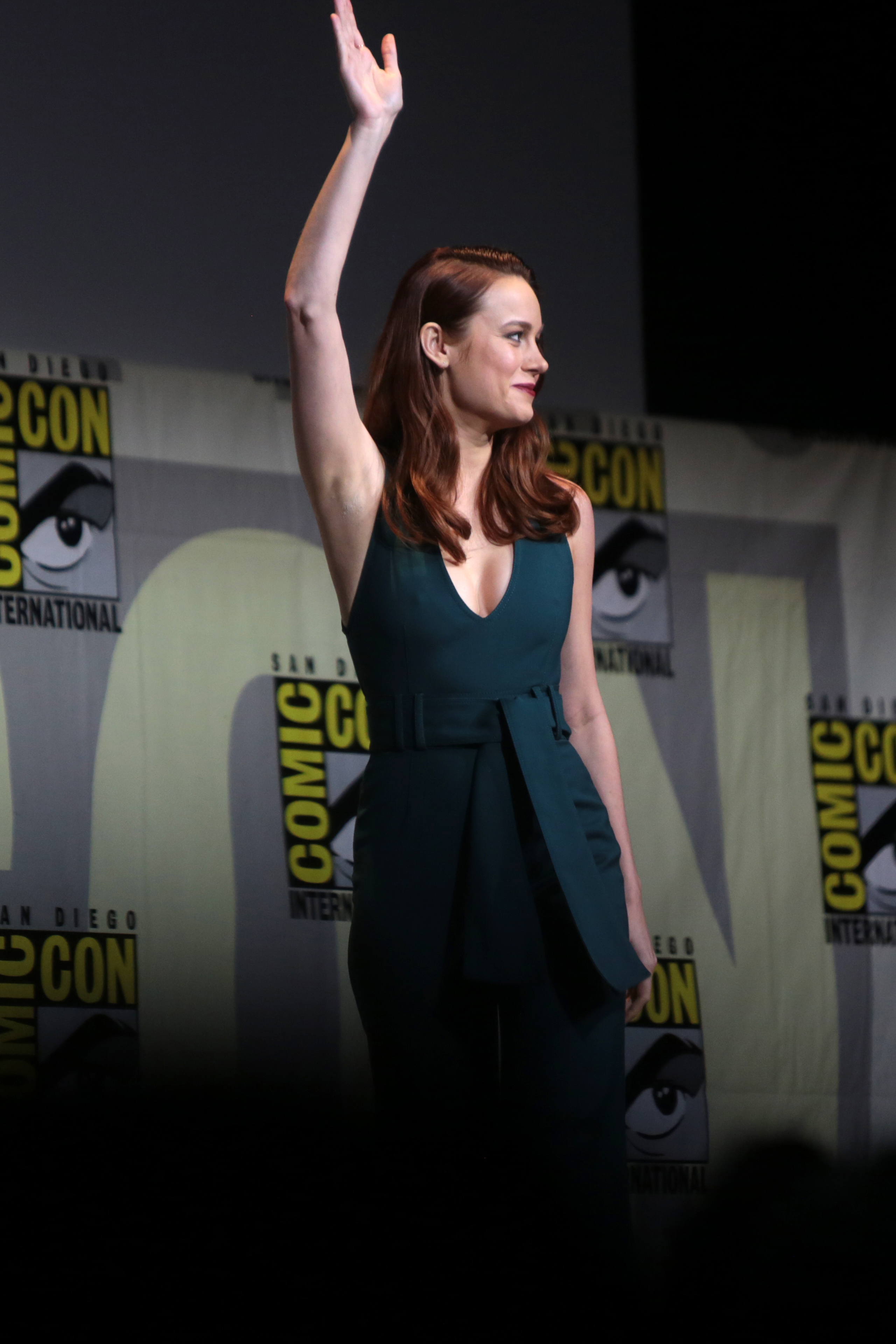
『キャプテン・マーベル』のプロモーションをするブリー・ラーソン（2016年のサンディエゴ・コミコン・インターナショナルにて）

2016年4月、ファイギは2か月以内に監督が発表され、最初のキャストも2016年半ばに発表されると述べた。また本作でキャロル・ダンヴァースがキャプテン・マーベルになる旅が描かれることも明かした。翌月、インディー・フィルムメーカーのエミリー・カーマイケルの名前が監督候補として浮上し、6月に、ブリー・ラーソンがキャプテン・マーベルを演じることが明らかになった。ラーソンの出演は2016年のサンディエゴのコミコン・インターナショナルにて正式に発表された。またコミコンでファイギは、監督候補が10名に絞られており、夏の終わりまでに決定したい旨を述べた。8月、パールマンは『グリーンランタン』と類似していることからキャラクターのオリジンストーリーを変更したことを明かし、ファイギは「彼女の物語を描くのにとてもクールでユニークな方法があると思っている。限界と脆弱性に直面するダンヴァースが軸になっている。彼女はMCUで最もパワフルであり、ユニバースで非常に重要なキャラクターになるだろう」と述べた。プロデューサーのネイト・ムーアは後に、MCUのオリジンストーリーの伝統的な構造を「まず問題を抱えている主役が登場し、第1幕の最後で力を得る。第2幕の最後で力を使いこなす。第3幕で同じような力を持ったヴィランと戦う」と説明し、観客に新しい経験を与えるためにそこから脱却しようとしていることを述べた。
2016年10月、ファイギは監督の発表が当初の想定より長くかかっていることを認め、スタジオがもう少しストーリーが固まるのを待ちながらポテンシャルのある監督たちと交渉していることを明かした。女性監督を任命することに関して再び言及されると、ファイギは「『キャプテン・マーベル』を素晴らしいものにするための必須条件ではないが、重要なことだと思っている」と述べた。ファイギは2016年末までに監督を発表するとしたが、パールマンとレフォーヴが12月頃に脚本のプロット作業に入り、監督候補とのミーティングは2017年初頭に延期された。
パールマンとレフォーヴは脚本に任命されて約1年が経っていたが、2017年2月に降板となった。パールマンは「遅れの理由の1つは本作がMCUのどこに位置付けられるべきか見極めていたため」と述べている。

### プリプロダクション
2017年4月、マーベルは数多くのミーティングを経て、テレビと映画の両方で経験を積んでいるアンナ・ボーデンとライアン・フレックを監督に任命した。ファイギは、ボーデンとフレックが彼らの全作品でキャラクター主導の作品を作る能力を発揮させていることに感銘を受けたと述べている。撮影は2018年1月にジョージア州のファイエット郡のパインウッド・スタジオで開始予定だったが、その後ファイギは2018年2月まで開始しないとした。
2017年7月までに、サミュエル・L・ジャクソンのニック・フューリーとしての出演が決定した。2017年のサンディエゴ・コミコンでファイギは、本作の舞台が1990年代で、ヴィランとしてスクラル人が登場し、コミックの『クリー・スクラル・ウォー』のストーリーラインからの要素が含まれていることを明かした。また、舞台を1990年代に設定したことで、ダンヴァースを単体のヒーローとしてMCUのタイミングに組み込むことができたと述べた。
ディズニー・アニメーションの新作『Gigantic』の共同監督となり本作を降板したレフォーヴの後任として、ジェニーヴァ・ロバートソン＝ドウォレットが8月中旬までに脚本作業を引き継いだ。パールマンもプロジェクトを離れたことを認めつつも、自身とレフォーヴによる初期のドラフトは最終脚本にも残っていることを述べた。ロバートソン＝ドゥウォレットは本作をアクション・コメディと表現し、彼女が脚本を務めた『トゥームレイダー ファースト・ミッション』の、ドラマチックなトーンになる前の初期の脚本になぞらえた。ファイギは、「本作は『ターミネーター2』やストリートでの戦闘やカーチェイスなどといった90年代のアクション映画のオマージュを含んでいる。1990年代のアクションのジャンルはまだマーベル・スタジオが探求してこなかった分野だ」と述べ、また本作の大部分が宇宙空間で展開されることも明かした。
同年10月までに、撮影が2018年3月に始まることが決定した。ファイギは本作の後に公開される『アベンジャーズ4（仮題）』でMCUのフェーズ3を締めくくる上で、本作が重大な役割を担うことを述べた。また、監督のボーデンとフレックの作品『ワイルド・ギャンブル』への出演経験を持つベン・メンデルソーンがメイン・ヴィランとして出演交渉に入った。ボーデンらは本作に関与し始めた時からヴィラン役としてメンデルソーンが念頭にあり、彼に会って役を伝えると、彼はすぐに出演に同意したと言う。11月までに、ジュード・ロウがウォルター・ローソン / マー・ベル役として出演交渉を受けた。2018年1月、デワンダ・ワイズが未発表の役でキャスティングされ、メンデルソーンとロウは出演が確定となった。

### 撮影
ロケーション撮影は2018年1月末に行われた。翌月、ジェンマ・チャンがドクター・ミネルバ役としてキャストに加わった。3月中旬、ワイズは彼女のテレビシリーズ『She's Gotta Have It』とのスケジュールの競合で降板となり、翌日には代役としてラシャーナ・リンチが出演交渉を受けた。月末までにリンチは出演が決定し、さらにジャイモン・フンスー、リー・ペイス、クラーク・グレッグが再び彼らの役コラス、ロナン、フィル・コールソンを演じることが報じられた。また、アルゲニス・ペレス・ソト、ルーン・タムティ、マッケナ・グレイスらの出演も決定した。同時にマーベルは、監督のボーデンとフレックやこれまでの脚本家レフォーヴ、パールマン、ロバートソン＝ドゥウォレットに加え、新たな脚本家としてリズ・フラハイヴとカーリー・メンチのクレジットを発表した。
主要撮影は2018年3月19日にロサンゼルスで開始した。撮影監督はベン・デイヴィスで、彼は製作中の『Warbird』と併行で撮影を行った。彼のMCU作品への参加は『ガーディアンズ・オブ・ギャラクシー』、『アベンジャーズ/エイジ・オブ・ウルトロン』、『ドクター・ストレンジ』に続く4作目となる。週の後半には、カリフォルニア州のオックスナードのジム・ホール・レーシング・クラブで、ダンヴァースとフューリーが登場する1986年のカーニバルのシーンが撮影された。5月、アネット・ベニングが未発表の役にキャスティングされた。カリフォルニアでの撮影パートは6月23日に終了し、ルイジアナ州のバトンルージュとニューオーリンズでの2週間の追加撮影を経て、7月6日に公式に撮影終了となった。

## 音楽
2018年5月、クラーク・グレッグは本作のサウンドトラックには1990年代の楽曲が含まれるだろうと語った。
翌月、パイナー・トプラクがMCUでは初となる女性作曲家として音楽を担当することが報じられた。

## 公開
本作はアメリカ合衆国で2019年3月8日にIMAXと3Dで公開。当初は2018年7月6日に公開日が設定されていたが、2015年2月、『スパイダーマン:ホームカミング』との兼ね合いでの2018年11月2日に延期が発表され、2015年10月、『アントマン&ワスプ』との兼ね合いで再び延期が発表された。

### マーケティング
2017年4月、NBCオリンピックは2018年平昌オリンピックのクロスプロモーションとして、キャプテン・マーベルに着想を得たスキースーツを着たアメリカのスキーヤー、ミカエラ・シフリンの写真を公開した。映画のコンセプトアートは2017年のサンディエゴ・コミコンで発表された。
2018年6月、ファイギはシネヨーロッパにてラーソンによるダンヴァースの姿を公開した。

## 評価
本作は批評家からおおむね称賛を受けている。Rotten Tomatoesでは映画批評家が78%の支持評価、また平均評価は10点中6.81点となった。
一方で公開前から異常なバッシングを受けたことで大きな話題となった。一部の者が、女性ヒーロー映画であること、主演のブリー・ラーソンがフェミニズム活動を展開していることなどへの反発（ミソジニー）を理由に批判を開始。Rotten Tomatoesでは荒らし投票が相次ぎ、劇場公開前に作品の期待度を数値化するスコアが激減、Rotten Tomatoes側がシステムを大幅に変更する事態となった。さらに劇場公開後も荒らし行為は続き、公開直後としてはありえない数のレビューを記録、オーディエンス・スコアは30%台まで低下した。その後もレビューサイトの運営側は対策を行ったものの、評価の適正を判断できる状態ではなくなってしまった。その後、Rotten Tomatoesでは荒らし行為に対応するため、実際に映画のチケットを購入した人による認証レビューの機能が導入された。
しかし、興行収入は順調に記録しており、このような一連の荒らし行為は映画の興行には全く影響を与えなかったと言われている。